# Sienamusseron
Sienamusseron (Tricholoma joachimii) är en svampart som tillhör divisionen basidiesvampar, och som beskrevs av Marcel Bon och A. Riva. Sienamusseron ingår i släktet musseroner, och familjen Tricholomataceae. Enligt den svenska rödlistan är arten starkt hotad i Sverige. Arten förekommer i Gotland. Artens livsmiljö är skogslandskap.